# Unione Sportiva Catanzaro 1975-1976
Questa voce raccoglie le informazioni riguardanti l'Unione Sportiva Catanzaro nelle competizioni ufficiali della stagione 1975-1976.

## Stagione
Il Catanzaro di Nicola Ceravolo e di Gianni Di Marzio proprio sul filo di lana del campionato, al minuto 89' dell'ultima giornata del torneo sul campo di Reggio Emilia, conquista una meritata promozione in Serie A, un epilogo sportivamente drammatico per i reggiani che retrocedono e di festa per i calabresi. Con il Catanzaro salgono in Serie A il Genoa ed il Foggia, tutte con 45 punti. Retrocedono il Piacenza, il Brindisi e la Reggiana.
Protagonisti di stagione il portiere Giorgio Pellizzaro 42 presenze, di cui 38 in campionato e 4 in Coppa Italia, con 30 reti subite, senza mai perdere un gettone di presenza nel difendere la porta giallorossa, la meno battuta della cadetteria, il napoletano Giovanni Improta e Adriano Banelli a sostegno del centrocampo ed il cannoniere Massimo Palanca autore di 11 reti.
In Coppa Italia a settembre il Catanzaro disputa il 5º girone di qualificazione che promuove il Milan al girone finale, i calabresi pareggiano con il Milan, vincono a Brindisi e perdono con il Perugia e la Spal.

## Rosa
| N. |                   | Ruolo | Calciatore       |
| -- | ----------------- | ----- | ---------------- |
|    | Italia (bandiera) | C     | Alberto Arbitrio |
|    | Italia (bandiera) | C     | Adriano Banelli  |
|    | Italia (bandiera) | C     | Paolo Braca      |
|    | Italia (bandiera) | D     | Mario Garito     |
|    | Italia (bandiera) | C     | Giovanni Improta |
|    | Italia (bandiera) | A     | Giacomo La Rosa  |
|    | Italia (bandiera) | D     | Luigi Maldera    |
|    | Italia (bandiera) | A     | Pietro Michesi   |
|    | Italia (bandiera) | A     | Pieraldo Nemo    |

| N. |                   | Ruolo | Calciatore         |
| -- | ----------------- | ----- | ------------------ |
|    | Italia (bandiera) | A     | Massimo Palanca    |
|    | Italia (bandiera) | C     | Roberto Papa       |
|    | Italia (bandiera) | P     | Ubaldo Novembre    |
|    | Italia (bandiera) | P     | Giorgio Pellizzaro |
|    | Italia (bandiera) | D     | Claudio Ranieri    |
|    | Italia (bandiera) | D     | Fausto Silipo      |
|    | Italia (bandiera) | A     | Alberto Spelta     |
|    | Italia (bandiera) | D     | Roberto Vichi      |
|    | Italia (bandiera) | C     | Giorgio Vignando   |

## Risultati

### Serie B

#### Girone di andata
| Arbitro: | Barbaresco (Cormons) |

|            |           |  |
| Palese 41’ | Marcatori |  |

| Arbitro: | Gialluisi (Barletta) |

|          |           |  |
| Nemo 20’ | Marcatori |  |

| Arbitro: | Mascali (Desenzano del Garda) |

|                      |           |             |
| Romanzini 75’ (rig.) | Marcatori | 32’ Banelli |

| Arbitro: | Mascia (Milano) |

|                                       |           |              |
| Michesi 7’ (rig.) M. Palanca 29’, 33’ | Marcatori | 17’ F. Rossi |

| San Benedetto del Tronto 26 ottobre 1975 5ª giornata | Sambenedettese | 0 – 0 | Catanzaro | Stadio Fratelli Ballarin\| Arbitro: \| Frasso (Capua) \| |
| Arbitro:                                             | Frasso (Capua) |       |           |                                                          |

| Arbitro: | Vannucchi (Bologna) |

|             |           |           |
| Banelli 87’ | Marcatori | 53’ Botti |

| Arbitro: | Lazzaroni (Milano) |

|                                  |           |              |
| M. Palanca 67’ Spelta 68’ (rig.) | Marcatori | 13’ Peressin |

| Arbitro: | Michelotti (Parma) |

|           |           |                            |
| Mutti 46’ | Marcatori | 53’ M. Palanca 60’ Improta |

| Arbitro: | Bergamo (Livorno) |

|             |           |  |
| La Rosa 42’ | Marcatori |  |

| Novara 30 novembre 1975 10ª giornata | Novara              | 0 – 0 | Catanzaro | Stadio Comunale\| Arbitro: \| Menicucci (Firenze) \| |
| Arbitro:                             | Menicucci (Firenze) |       |           |                                                      |

| Arbitro: | Gussoni (Tradate) |

|                    |           |             |
| Improta 25’ (rig.) | Marcatori | 46’ Colomba |

| Arbitro: | Gonella (Torino) |

|  |           |                     |
|  | Marcatori | 87’ (aut.) B. Conti |

| Ferrara 21 dicembre 1975 13ª giornata | SPAL                         | 0 – 0 | Catanzaro | Stadio Comunale\| Arbitro: \| Agnolin (Bassano del Grappa) \| |
| Arbitro:                              | Agnolin (Bassano del Grappa) |       |           |                                                               |

| Arbitro: | Lazzaroni (Milano) |

|                |           |             |
| M. Palanca 29’ | Marcatori | 65’ Sormani |

| Piacenza 11 gennaio 1976 15ª giornata | Piacenza           | 0 – 0 | Catanzaro | Stadio Galleana\| Arbitro: \| V. Lattanzi (Roma) \| |
| Arbitro:                              | V. Lattanzi (Roma) |       |           |                                                     |

| Arbitro: | Lapi (Firenze) |

|                      |           |  |
| La Rosa 13’ Nemo 80’ | Marcatori |  |

| Arbitro: | Lo Bello (Siracusa) |

|                   |           |                            |
| Spelta 84’ (rig.) | Marcatori | 28’ De Lorentis 53’ Muraro |

| Arbitro: | Reggiani (Bologna) |

|                        |           |             |
| Toschi 63’ Delneri 65’ | Marcatori | 74’ La Rosa |

| Catanzaro 8 febbraio 1976 19ª giornata | Catanzaro       | 0 – 0 | Reggiana | Stadio Militare\| Arbitro: \| Mascia (Milano) \| |
| Arbitro:                               | Mascia (Milano) |       |          |                                                  |

#### Girone di ritorno
| Arbitro: | Menicucci (Firenze) |

|                |           |  |
| M. Palanca 24’ | Marcatori |  |

| Catania 22 febbraio 1976 21ª giornata | Catania             | 0 – 0 | Catanzaro | Stadio Cibali\| Arbitro: \| Vannucchi (Bologna) \| |
| Arbitro:                              | Vannucchi (Bologna) |       |           |                                                    |

| Arbitro: | V. Lattanzi (Roma) |

|                               |           |             |
| Caputi 23’ (aut.) Improta 86’ | Marcatori | 70’ G. Gori |

| Arbitro: | Michelotti (Parma) |

|             |           |             |
| Musiello 3’ | Marcatori | 31’ Banelli |

| Arbitro: | Lops (Torino) |

|                             |           |                 |
| L. Maldera 45’ Arbitrio 50’ | Marcatori | 60’ F. Chimenti |

| Arbitro: | Menegali (Roma) |

|                |           |  |
| Beccalossi 11’ | Marcatori |  |

| Arbitro: | Casarin (Milano) |

|               |           |  |
| Magherini 60’ | Marcatori |  |

| Arbitro: | Agnolin (Bassano del Grappa) |

|                       |           |  |
| Arbitrio 49’ Nemo 89’ | Marcatori |  |

| Arbitro: | Menicucci (Firenze) |

|             |           |  |
| Zanolla 85’ | Marcatori |  |

| Arbitro: | Menicucci (Firenze) |

|                                 |           |  |
| M. Palanca 23’, 32’ Improta 61’ | Marcatori |  |

| Arbitro: | Lazzaroni (Milano) |

|                  |           |  |
| Braca 39’ (aut.) | Marcatori |  |

| Catanzaro 2 maggio 1976 31ª giornata | Catanzaro         | 0 – 0 | Genoa | Stadio Militare\| Arbitro: \| Bergamo (Livorno) \| |
| Arbitro:                             | Bergamo (Livorno) |       |       |                                                    |

| Arbitro: | Barboni (Firenze) |

|                             |           |  |
| M. Palanca 10’ Arbitrio 50’ | Marcatori |  |

| Arbitro: | Reggiani (Bologna) |

|                                      |           |             |
| Di Bartolomei 14’ Ranieri 74’ (aut.) | Marcatori | 40’ Improta |

| Arbitro: | Terpin (Trieste) |

|                |           |  |
| M. Palanca 82’ | Marcatori |  |

| Arbitro: | Agnolin (Bassano del Grappa) |

|  |           |              |
|  | Marcatori | 68’ Arbitrio |

| Arbitro: | Gonella (Torino) |

|             |           |  |
| Ramella 73’ | Marcatori |  |

| Catanzaro 13 giugno 1976 37ª giornata | Catanzaro          | 0 – 0 | Foggia | Stadio Militare\| Arbitro: \| Michelotti (Parma) \| |
| Arbitro:                              | Michelotti (Parma) |       |        |                                                     |

| Arbitro: | Menegali (Roma) |

|            |           |                            |
| Frutti 85’ | Marcatori | 71’ M. Palanca 89’ Improta |

### Coppa Italia

#### Girone 5
| 27 agosto 1975 1ª giornata |  | – Turno di riposo CATANZARO |  |  |

| Arbitro: | Falasca (Chieti) |

|  |           |                           |
|  | Marcatori | 36’ Pezzato 85’ Pelliccia |

| Arbitro: | Sancini (Bologna) |

|                                |           |  |
| M. Scarpa 33’, 52’ Vannini 54’ | Marcatori |  |

| Arbitro: | V. Lattanzi (Roma) |

|                  |           |                          |
| Giannattasio 56’ | Marcatori | 55’, 70’ Nemo 59’ Spelta |

| Arbitro: | Reggiani (Bologna) |

|                   |           |                 |
| Spelta 87’ (rig.) | Marcatori | 53’ Bergamaschi |

## Statistiche

### Statistiche di squadra
| Competizione | Punti | In casa | In casa | In casa | In casa | In casa | In casa | In trasferta | In trasferta | In trasferta | In trasferta | In trasferta | In trasferta | Totale | Totale | Totale | Totale | Totale | Totale | DR  |
| Competizione | Punti | G       | V       | N       | P       | Gf      | Gs      | G            | V            | N            | P            | Gf           | Gs           | G      | V      | N      | P      | Gf     | Gs     | DR  |
| ------------ | ----- | ------- | ------- | ------- | ------- | ------- | ------- | ------------ | ------------ | ------------ | ------------ | ------------ | ------------ | ------ | ------ | ------ | ------ | ------ | ------ | --- |
| Serie B      | 45    | 19      | 12      | 6       | 1       | 26      | 9       | 19           | 4            | 7            | 8            | 10           | 14           | 38     | 16     | 13     | 9      | 36     | 23     | +13 |
| Coppa Italia | 3     | 2       | 0       | 1       | 1       | 1       | 3       | 2            | 1            | 0            | 1            | 3            | 4            | 4      | 1      | 1      | 2      | 4      | 7      | -3  |
| Totale       |       | 21      | 12      | 7       | 2       | 27      | 12      | 21           | 5            | 7            | 9            | 13           | 18           | 42     | 17     | 14     | 11     | 40     | 30     | +10 |

### Statistiche dei giocatori
| Giocatore     | Serie B  | Serie B | Serie B     | Serie B    | Coppa Italia | Coppa Italia | Coppa Italia | Coppa Italia | Totale   | Totale | Totale      | Totale     |
| Giocatore     | Presenze | Reti    | Ammonizioni | Espulsioni | Presenze     | Reti         | Ammonizioni  | Espulsioni   | Presenze | Reti   | Ammonizioni | Espulsioni |
| ------------- | -------- | ------- | ----------- | ---------- | ------------ | ------------ | ------------ | ------------ | -------- | ------ | ----------- | ---------- |
| A. Arbitrio   | 20       | 4       | ?           | ?          | ?            | ?            | ?            | ?            | 20+      | 4+     | ?           | ?          |
| A. Banelli    | 30       | 3       | ?           | ?          | ?            | ?            | ?            | ?            | 30+      | 3+     | ?           | ?          |
| P. Braca      | 34       | 0       | ?           | ?          | ?            | ?            | ?            | ?            | 34+      | 0+     | ?           | ?          |
| M. Garito     | 1        | 0       | ?           | ?          | ?            | ?            | ?            | ?            | 1+       | 0+     | ?           | ?          |
| G. Improta    | 37       | 6       | ?           | ?          | ?            | ?            | ?            | ?            | 37+      | 6+     | ?           | ?          |
| G. La Rosa    | 17       | 3       | ?           | ?          | ?            | ?            | ?            | ?            | 17+      | 3+     | ?           | ?          |
| L. Maldera    | 34       | 1       | ?           | ?          | ?            | ?            | ?            | ?            | 34+      | 1+     | ?           | ?          |
| P. Michesi    | 25       | 1       | ?           | ?          | ?            | ?            | ?            | ?            | 25+      | 1+     | ?           | ?          |
| P. Nemo       | 31       | 3       | ?           | ?          | ?            | ?            | ?            | ?            | 31+      | 3+     | ?           | ?          |
| M. Palanca    | 33       | 11      | ?           | ?          | ?            | ?            | ?            | ?            | 33+      | 11+    | ?           | ?          |
| R. Papa       | 1        | 0       | ?           | ?          | ?            | ?            | ?            | ?            | 1+       | 0+     | ?           | ?          |
| G. Pellizzaro | 38       | -23     | ?           | ?          | ?            | ?            | ?            | ?            | 38+      | -23+   | ?           | ?          |
| C. Ranieri    | 32       | 0       | ?           | ?          | ?            | ?            | ?            | ?            | 32+      | 0+     | ?           | ?          |
| F. Silipo     | 36       | 0       | ?           | ?          | ?            | ?            | ?            | ?            | 36+      | 0+     | ?           | ?          |
| A. Spelta     | 18       | 2       | ?           | ?          | ?            | ?            | ?            | ?            | 18+      | 2+     | ?           | ?          |
| R. Vichi      | 36       | 0       | ?           | ?          | ?            | ?            | ?            | ?            | 36+      | 0+     | ?           | ?          |
| G. Vignando   | 32       | 0       | ?           | ?          | ?            | ?            | ?            | ?            | 32+      | 0+     | ?           | ?          |